# Un cheval disparaît
Un cheval disparaît est la 99e histoire de la série Lucky Luke, avec des dessins de Morris et un scénario de Claude Guylouis. 
L'histoire est assez courte (12 planches) et est publiée pour la première fois dans l'album L'Alibi paru chez Dargaud en 1987.

## Résumé
Au petit matin, Lucky Luke découvre que Jolly Jumper a été enlevé durant la nuit. Le ravisseur exige une rançon de 5 000 dollars. N'ayant aucune idée de l’endroit où se trouve son fidèle cheval, Lucky Luke tente de réunir la somme réclamée. 
La banque refusant de lui prêter sans garantie cette somme, et ses amis et connaissances ne disposant pas de cinq mille dollars, Lucky Luke décide de tenter de retrouver Jolly Jumper. Pour cela, il n’a qu'un indice : les fautes d'orthographe et les défectuosités de l'expression laissées par le ravisseur sur la demande de rançon.
Mais pour voyager, encore faut-il avoir un cheval. Lucky Luke, après bien des essais de chevaux, en trouve un qui sort de l'ordinaire : c'est un cheval « intellectuel » qui déteste les fautes de grammaire et de syntaxe !
Lucky Luke part à la recherche des bandits dont on sait qu'ils ont un problème dans l'expression orale. Il finit par découvrir un écrivain public, Julius Greg, qui pourrait bien être le ravisseur. Mais la vérité est plus compliquée que cela……